# Azizia (distrito)
Azizia (em árabe: العزيزية‎; romaniz.: al-ʿAzīziyyah, al-ʻAzīzīyah, al-ʿazīzīya) ou el-Azizia foi um dos distritos da Líbia (baladia) situado a noroeste do país, ao sul de Trípoli. Foi fundado em 1983 e existiu até 2001 com sua capital em Azizia, quando foi renomeado para Jafara, a divisão que o sucedeu nas últimas reformas. Sua população em 1987 era de  85 068 pessoas.